# 所哲也
所 哲也（ところ てつや、1931年（昭和6年） - ）は、日本の経済学者。経済学博士（北海道大学）。北海道大学名誉教授。元北海道武蔵女子短期大学学長。専門は南北問題や国際経済論。

## 来歴
北海道茅部郡森町生まれ。1954年、小樽商科大学商学部卒業。同年、北海道追分高等学校教諭。1961年、北海道大学大学院経済学研究科博士課程修了。同年、山形大学理学部講師。1964年、北海道大学経済学部助教授。1975年（昭和50年）、同経済学部教授。1988年（昭和63年）、同経済学部長。1995年、北海道大学停年退官。同名誉教授。北海道武蔵女子短期大学経済学科教授。1998年（平成10年）、北海道武蔵女子短期大学学長。2001年、北海道武蔵女子短期大学退職。2002年、小樽短期大学経営実務科客員教授。2006年8月、小樽短期大学退職。

## 著書
- アルバート・O.ハーシュマン著、麻田四郎・所訳『開発計画の診断』（巌松堂出版、1973年）
- 佐竹正夫・林原正之・船津秀樹と共著『国際経済学入門』（中央経済社、1991年）